# Ван-Димен (залив)
Ван-Ди́мен (устар. Вандименов залив; англ. Van Diemen Gulf) — залив Тиморского моря на севере Австралии, вдаётся в северное побережье полуострова Арнем-Ленд между островом Мелвилл и полуостровом Коберг. Соединяется с Тиморским морем двумя проливами: на западе проливом Кларенс с заливом Бигл и на севере проливом Дандас.
Общая площадь залива составляет около 16 тысяч км². Приливы полусуточные, величиной около 2м.
В залив впадают реки Мэри, Аделаида, Саут-Аллигейтор, Ист-Аллигейтор.
Залив был открыт в 1644 году голландским путешественником Абелем Тасманом, который назвал его в честь Антони ван Димена, генерал-губернатора голландских колоний в Ост-Индии. В 1802 году был исследован британским мореплавателем Мэтью Флиндерсом.
Около западного входа в залив находится крупный порт Дарвин.